# Andrew Lauterstein
Andrew Lauterstein (* 22. Mai 1987 in Melbourne) ist ein australischer Schwimmer.
Er wuchs in Black Rock, Victoria auf und hat einen älteren Bruder sowie eine jüngere Schwester. Derzeit lebt und trainiert er unter seinem Trainer Glenn Baker in Gold Coast.
Lauterstein erzielte seinen ersten internationalen Erfolg, als er im Rahmen der Commonwealth Games 2006 in Melbourne an den Vorläufen der 4 × 100-m-Lagenstaffel teilnahm, und somit einen kleinen Anteil am ersten Platz der australischen Lagenstaffel hatte. Im selben Jahr erreichte er mit der australischen Lagenstaffel die Bronzemedaille bei den Pan Pacific Championships 2006 in Victoria, Kanada. Ein Jahr später gewann er bei den Schwimmweltmeisterschaften 2007 in Melbourne mit der 4 × 100-m-Lagenstaffel im Finale die Goldmedaille. Bei den australischen Meisterschaften 2008 in Sydney erreichte er den ersten Platz über 100 m Schmetterling und wurde Zweiter über 50 m Schmetterling. Über 100 m Freistil erzielte er Platz drei.
Bei den Olympischen Spielen 2008 in Peking nahm er an der 4 × 100-m-Freistilstaffel, an der 4 × 100-m-Lagenstaffel und am Wettkampf über 100 m Schmetterling teil. Im Finale der Freistilstaffel schwamm er die zweite Runde und gewann schließlich mit der Mannschaft die Bronzemedaille. Über 100 m Schmetterling schwamm er als drittschnellster Schwimmer des Halbfinals persönliche Bestzeit und stellte einen neuen australischen Rekord auf. Im Finale gewann er die Bronzemedaille mit einer Zeit von 51,12 Sekunden. Am letzten Tag der Schwimmwettkämpfe gewann er schließlich mit der 4 × 100-m-Lagenstaffel die Silbermedaille, hinter den US-Amerikanern.